# 歌川貞兼
歌川 貞兼（うたがわ さだかね、生没年不詳）とは、江戸時代の浮世絵師。

## 来歴
歌川国貞の門人、歌川の画姓を称す。作画期は文政の頃とされる。文政9年（1826年）刊行の合巻『彦山霊験記』（東里山人作）の挿絵を国貞とともに描いている。